# 松烟镇 (和顺县)
松烟镇  ，是中国山西省晋中市和顺县下辖的一个乡镇级行政单位。

## 行政区划
松烟镇 (和顺县)共辖以下地区：
松烟村、白仁村、寺南坡村、西坡村、东坡村、暧窑村、雷庄村、凤闯村、官家峪村、圈马坪村、范庄村、小董坪村、青家寨村、牛郎峪村、南天池村、常峪村、灰调曲村、北岭头村、走马槽村、大董坪村、许村、东山村、小拐村、富峪村、前营村、后营村、松沟村、大发沟村、夫子岭村、七里滩村、核桃树湾村、马连曲村、乔庄村、阔地村、南良马村、水滩村。